# Utricularia kamarudeenii
Utricularia kamarudeenii — вид рослин із родини пухирникових (Lentibulariaceae).

## Біоморфологічна характеристика
Новий вид нагадує U. aurea, але відрізняється від нього довжиною шпори по відношенню до нижньої губи, глибоко дволопатевою нижньою губою, наявністю одного типу пастки з базальним ротом без придатків і шестикутною формою насіння.

## Середовище проживання
Вид описано з рисових полів району Коттаям, Керала, Індія.